# Mike Shannon
 (juillet 2014).
Si vous disposez d'ouvrages ou d'articles de référence ou si vous connaissez des sites web de qualité traitant du thème abordé ici, merci de compléter l'article en donnant les références utiles à sa vérifiabilité et en les liant à la section « Notes et références ».
Mike Shannon, né Michel Simonet à Toulouse le 3 mars 1945, est un chanteur et compositeur français, connu pour avoir été l'interprète du groupe Les Chats Sauvages d'octobre 1962 à fin 1964, succédant à Dick Rivers. Durant cette période, quatorze disques 45 tours, sept super 45 tours et un 33 tours 25cm sont publiés chez Pathé disques, label de Pathé-Marconi. Depuis 1965, Mike Shannon se consacre à une carrière solo.

## Carrière

### Avec lesChats Sauvages
En 1957, l'oreille collée au poste de TSF, écoutant Radio Luxembourg Anglais, Mike Shannon découvre une musique qui va changer sa vie : le rock 'n' roll.
Il forme son premier groupe avec des jeunes de son âge à Toulouse, Les Flammes bleues, puis un second, Les Vengeurs. Il fait la connaissance de Ticky Holgado, également toulousain, qui devient son meilleur ami et sera ensuite manager des Chats Sauvages à la suite de Jean-Claude Camus.
En septembre 1962, à 17 ans et demi, il est à Paris et écoute à la radio Europe 1, une annonce dans l'émission Salut les Copains et décide de se présenter pour auditionner aux studios Pathé-Marconi de Boulogne-Billancourt pour le groupe de rock Les Chats Sauvages, qui cherche un nouveau chanteur.
Après plusieurs essais parmi 180 prétendants, il est choisi par les 4 membres du groupe, étant de tous le plus à l'aise avec sa voix ayant selon eux la meilleure tessiture. Il devient Chat Sauvage en lieu et place de Dick Rivers en octobre 1962.
Pour se roder, le groupe reformé part pour la Charente-Maritime et fait son premier gala à Saint-Jean-d'Angély, confirmant ainsi le bon choix du chanteur, puis retourne à Paris pour travailler sur un nouvel EP. Mike, à cette occasion, signe le contrat qui l'attend.
Avec ce premier disque comme nouveau chanteur du groupe, il obtient avec Les Chats Sauvages un succès grâce au titre Derniers Baisers, une adaptation française sur des paroles de Pierre Saka, de la chanson américaine Sealed with a Kiss de Brian Hyland (écrite par Gary Geld et Peter Udell).
Grâce au succès de cet EP 45 tours, Mike et les Chats Sauvages s'illustrent en vedette en fin de deuxième partie du concert Concentration Rock du 28 novembre 1962, à l'Olympia. Dès 1963, il chante dans plusieurs soirées avec Les Chats Sauvages au Golf-Drouot, temple du rock parisien et côtoie de nombreux artistes en herbe tels Alain Chamfort, Michel Jonasz et Herbert Léonard.
Le groupe enregistre régulièrement jusqu'à la fin de leur contrat en mai 1964. Au total quatorze 45 tours, sept super 45 tours et un 33 tours 25 cm, sont publiés. Leur 33 tours, publié en mars 1963, présente un son nouveau pour le public français[réf. nécessaire] dans un style country, avec une rythmique à la guitare sèche et une orchestration pour violons de Bernard Gérard dans deux morceaux. L'opus est très inspiré par le groupe Cliff Richard and The Shadows dont ils reprennent deux adaptations et orchestrations d'anciens succès du groupe.
Le contrat de trois ans des Chats Sauvages s'achève en mai 1964 et le groupe se sépare définitivement début 1965, après quelques galas en France et à l'étranger.
Un communiqué de presse publié en septembre 1964 indique : « sa carrière était devenue chaotique depuis les derniers galas de fin de saison dans des stations alpines ». C'est la fin d'une carrière de trois ans. Il en est de même pour de nombreux groupes de rock qui seront dissous dans l'année, leurs chanteurs souhaitant faire « cavalier seul ».
En 1987, Mike Shannon reforme Les Chats Sauvages le temps d'un disque et enregistre huit titres dont six de sa composition, édités en CD chez Mondane, un label Suisse.

### Carrière solo

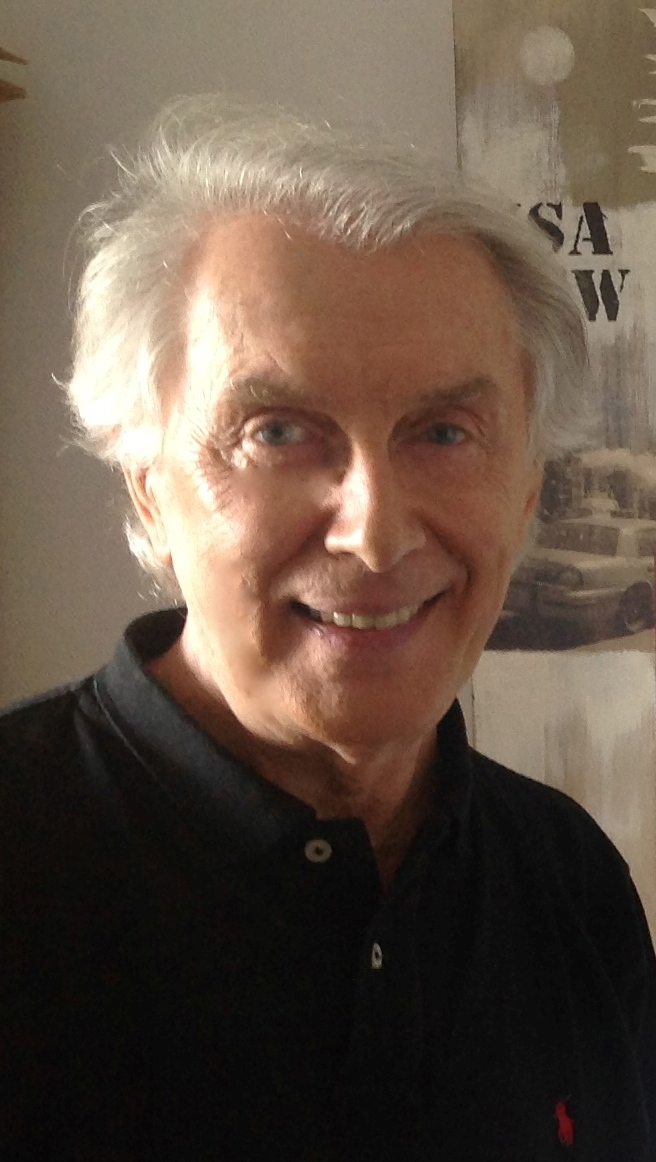
Mike Shannon à Toulouse en 2013

Mike se rapproche de la maison de disques Vogue, où sous la direction artistique de Christian Fechner, il enregistre un premier super 45 tours en 1965 sous le nom de Mick Shannon, en raison d'une erreur du maquettiste ayant mal retranscrit son prénom sur la pochette. Un second EP voit le jour en 1966, dans le duo de Mods Les Brummells, avec Roland Gaillac. Il participe aux tournées d'Antoine et les Problèmes et chante dans tout l'hexagone en première partie du spectacle.
À la suite d'une tournée au Québec initialement prévue avec Les Chats Sauvages fin 1965, il décide de s'y installer en 1966. Mike connaît dans ce pays plusieurs succès pendant trois ans, avec notamment Celui-là, chanson de Michel Legrand écrite en hommage au sénateur Robert Kennedy ou Chérie, adaptation de Honey de Bobby Goldsboro. Shannon se produit dans des salles de spectacle québécoises telles que le Château Champlain ou la Casa Loma. Des problèmes avec les services d'immigration le contraignent à revenir en France en 1968.
De 1972 à 1978, il collabore avec le Grand Orchestre de René Coll. Il compose également pour différents artistes, parmi lesquels Shirley Bassey, Johnny Mathis, Joselito ou le groupe Gold. Il compose aussi de nombreux jingles publicitaires[Lesquels ?].
En 1992, il est avec son ami Jean Sarrus, le créateur du festival international de musique country de Mirande dont il compose l’hymne, Dixie.
Outre de nombreux concerts en province, Mike Shannon se produit à Bobino le 14 octobre 2001 dans un spectacle consacré à Cliff Richard et aux Shadows ; au Petit Journal Montparnasse les 26 octobre 2004, 30 octobre 2006 et 6 mars 2007 ; à l'Olympia les 20 juin 2004 (Les Pionniers du Rock français), 2 septembre 2006 (Génération Rock'n'Roll) et 20 janvier 2008 pour la 4e fois de sa carrière, à l'occasion de la tournée de huit dates, Il était une fois les années 60. 
En 2008, il anime sur Altitude FM, radio du Grand Toulouse, l'émission Dixieland consacrée à la musique country.
Le 2 octobre 2011, il chante à La Cigale dans le spectacle Rock'n'Roll Legend. 
Il est à Odyssud le jeudi 26 juin 2014, aux côtés de Pauline Ester et de Manu Mambo, l'un des chanteurs du gala La Rando de l'Espoir parrainé par Pierre Groscolas, donné au profit des enfants cancéreux d’Occitanie.
Fin 2014, Mike Shannon sort un album intitulé Tapage nocturne chez Marianne Mélodie.
En août 2017, un album hommage à Elvis Presley titré Mike Shannon chante Elvis parait chez Epm.

## Vidéographie
- 2004 : Les pionniers du rock français, Olympia, 20 juin 2004. DVD - Les concerts Jukebox.
- 2005 : Les 20 ans de Jukebox, Petit Journal-Montparnasse, 26 octobre 2004. DVD - Les concerts Jukebox.
- 2007 : Larry Greco / Mike Shannon, Petit Journal-Montparnasse, 30 octobre 2006 & 6 mars 2007. DVD - Les concerts Jukebox.

## Récompense
- 1975 : Prix de la chanson internationale Rose d'or d'Antibes-Juan-les-Pins pour le titre La fin d'une illusion.

## Publication
- 1995 : Rock'n'Roll Odyssée, de Mike Shannon, Éditions SNES.